# GSAT-18
O GSAT-18 é um satélite de comunicação geoestacionário que está localizado na posição orbital de 74 graus de longitude leste. Ele foi construído e, também, é operado pela Organização Indiana de Pesquisa Espacial (ISRO). O satélite foi baseado na plataforma I-3K (I-3000) Bus e sua expectativa de vida útil é de 15 anos.
O satélite foi aprovada em maio de 2015. Ele foi inicialmente programado para ser construído durante um período de 30 meses para um lançamento no final de 2017.

## Características
O GSAT-18 é um dos quatorze satélites que estão ligados às comunicações que faziam parte das 58 missões espaciais a serem lançados pela Organização Indiana de Pesquisa Espacial (ISRO) como parte do 12º Plano Quinquenal, 2012-17.
O objetivo do satélite GSAT-18 é especificamente para aumentar a capacidade de comunicação em transponders nas bandas C e Ku do sistema INSAT.

## Lançamento
O satélite foi lançado com sucesso ao espaço em 5 de outubro de 2016, às 20:30 UTC, por meio de um veículo Ariane 5 ECA a partir do Centro Espacial de Kourou, na Guiana Francesa, juntamente com o satélite NBN-Co 1B. Ele tinha uma massa de lançamento de 3.404 kg.

## Capacidade e cobertura
O GSAT-18 está equipado com 24 transponders de banda C, 12 transponders superiores de banda C estendidos, 12 transponders de banda Ku e 2 transmissores de Ku-Beacon. O satélite fornece capacidade de substituição de apoio a televisão, telecomunicações existente, Digital Satellite News Gathering (DSNG) e serviços VSAT à Índia. Ele também é usado para aumentar e apoiar os serviços de telecomunicações, televisão, DSNG e VSAT existentes no país, portanto, beneficiando todos os setores da sociedade.